# 刺客教條：啟示錄
《刺客教條：啟示錄》是育碧公司的蒙特利尔工作室開發的一款第三人稱歷史奇幻類遊戲。它支援Microsoft Windows、PlayStation 3和Xbox 360三個平臺。本作是育碧公司2009年遊戲《刺客教條II》及2010年遊戲《刺客教條：兄弟會》的續集，目前已發行在市面上。另於2016年11月17日在PlayStation 4和Xbox One發售與《刺客教條II》和《刺客教條：兄弟會》三部曲合併的《刺客教條：埃齊歐合輯》。2017年7月11日提供简体中文支持。

## 系統
界面及各元素大致直接沿用前作《刺客教條：兄弟會》，新增炸彈製作系統：炸彈之種類、成分及炸藥均可自行設定及製造。本作也繼續增加戰鬥動作、可使用武器和敵兵種類，以及保留網上多人模式。

## 劇情
緊接前作《刺客教條：兄弟會》，現代刺客戴斯蒙·邁爾斯（Desmond Miles）與同伴露西·斯蒂爾曼（Lucy Stillman）、肖恩‧海斯汀（Shuan Hastings）及麗貝卡‧克琳（Rebecca Crane）已在朱諾神殿尋得「第一文明」（First Civilization）古代遺物「伊甸碎片」（Piece of Eden），而戴斯蒙於刺死露西後陷入昏迷狀態並被送返基因記憶追溯機器「Animus 2.0」以免精神崩潰。於安全模式「黑房」（Black Room）中，戴斯蒙遇上第十六實驗體之意識，獲告悉必須進入其兩名刺客祖先阿泰爾·伊本·拉哈德（Altaïr ibn La-Ahad）（詳看前作《刺客教條》）以及艾吉奥·奥迪托雷·达·佛罗伦萨（Ezio Auditore da Firenze）仍未讀取的記憶，使Animus 2.0能把三人的記憶分開，重組其意識從而甦醒。於黑房中，戴斯蒙除探索記憶也回憶自己的過去：從小在森林接受各項刺客訓練，但在渴望自由下於十六歲逃走，乘坐便車到達紐約後以酒保為業，最終被跨國製藥公司Abstergo（現代聖殿騎士團）尋獲和脅逼成為Animus實驗體，至此始後悔沒有重視刺客的訓練和承認自己乃一名刺客。
1511年3月（教宗亞歷山大六世之子切萨雷·波吉亚被擊敗後四年），52歲的伊吉歐為了解刺客組織及目的而前往三百多年前（第三次十字軍東征）刺客組織（阿薩辛派）根據地－叙利亞城市馬西亞夫，發現當年作為刺客基地的堡壘已被宿敵聖殿騎士團佔領，並獲悉阿泰爾在堡壘地底一密室內藏了一件遺物，其力量能夠永久結束刺客與聖殿騎士團之間的戰爭。其中四個能解開此遺跡封鎖的封印被藏在奧圖曼帝國城市君士坦丁堡內（最後一個封印已為聖殿騎士團於當地皇宮地底所得）。
在意大利書籍收藏家索菲亞·薩爾托爾（Sofia Sartor）及奧圖曼王子蘇萊曼（Süleyman）協助下，伊吉歐在往後逐一獲得其餘四個封印，同時君士坦丁堡因另外兩名王子艾哈邁德（Ahmet）和塞利姆（Selim）爭奪王位而處於混亂之中，而蘇萊曼則懷疑此事與聖殿騎士團有關。伊吉歐於進行調查後得知聖殿騎士團欲在當地建立軍隊以推翻奧圖曼政權和重建拜占庭帝國，但在刺殺了相關的聖殿騎士並奪去最後一個封印後始知悉幕後黑手乃艾哈邁德，目的是收集所有封印以進入刺客保壘之地下密室。各封印除了是鑰匙也載有阿泰爾的生平回憶：在刺殺真實身份乃聖殿騎士的刺客組織之首拉希德丁·錫南（Rashid ad-Din Sinan）後，阿泰爾奪得其伊甸碎片並成為刺客組織之首，但一名刺客阿巴斯（Abbas）因過去與他的芥蒂而對他心懷怨恨，並乘著阿泰爾偕同家人離開馬西亞夫抵禦蒙古入侵之十年間發動叛變，掌控了刺客組織及殺死了阿泰爾之次子。阿泰爾欲以伊甸碎片復仇時被妻子阻止，導致她被另一名刺客殺死，阿泰爾亦被迫與長子逃亡。
二十年後阿泰爾重返馬西亞夫刺殺了阿巴斯，重新成為刺客組織之首和重振組織，多年後把其生平回憶錄印在各封印上並交予意大利探險家尼科洛·波罗。
哈邁德其後劫持蘇菲亞作質迫使伊吉歐交出所有封印，伊吉歐在救出蘇菲亞後立即追趕哈邁德並奪回封印，不久塞利姆帶兵趕至並處死了艾哈邁德，但命令伊吉歐永遠離開君士坦丁堡。此時黑房自動刪除過量的資料，戴斯蒙在第十六實驗體犧牲下逃過被剷除的命運。
伊吉歐帶著蘇菲亞回到刺客堡壘並成功開啟阿泰爾之密室，密室圖書館內只有阿泰爾的骸骨與第六個封印：當年阿泰爾為保護伊甸碎片而把它與自己反鎖於此密室內。在決定把碎片留下後，伊吉歐宣佈其戰鬥已結束，並希望戴斯蒙能替其及阿泰爾尋找他們窮其一生所找出的問題的所有答案。此時第一文明成員朱比特（Jupiter）現身，表示他們曾想出六個方法來解拯救地球，且在當年建立多個地下密室以免地球被毀滅，而所有數據均被傳輸至一中央密室。但朱比特及眾人最終沒法阻止其文明被耀斑毀滅之命運，但表示戴斯蒙有能力阻止地球再次被耀斑摧毀，並透露了中央密室位置。戴斯蒙至此甦醒，並向眾人表示清楚了解需要做甚麼。
戴斯蒙等人事跡在後繼作品《刺客信条III》續有敍述。

## 登場人物
主條目：刺客教條系列角色列表

## 轶事
本作中有一句对白“Requiescat in pace, bastardo”，拉丁文原意为“安息吧，杂种”。但是在游侠网的LMAO汉化组将该对白翻译成中文时，因使用了机器翻译，导致该对白被翻译成“哥特式金属私生子”。